# Европско првенство у атлетици за јуниоре 2011 — 1.500 метара за јуниорке
Такмичење у трчању на 1.500 метара у женској конкуренцији на 21. Европском првенству у атлетици за јуниоре 2011. у Талину Естонија одржано је 24. јула 2011. на Kadriorg Stadium-у.
Титулу освојену у Новом Саду 2009, није бранила Дарја Јачменева из Русије.

## Земље учеснице
Учествовало је 12 такмичарки из 10 земаља.
1. Белгија (1)
2. Ирска (1)
3. Немачка (3)
4. Румунија (1)
5. Русија (1)
6. Србија (1)
7. Уједињено Краљевство (1)
8. Украјина (1)
9. Холандија (1)
10. Шведска (1)

## Квалификациона норма
| Норма   |
| ------- |
| 4:26,50 |

## Освајачи медаља
|                       |                       |                        |
| Амела Терзић · Србија | Ciara Mageean · Ирска | Јоана Доага · Румунија |

## Рекорди
| Рекорди пре почетка Европског првенства 2011. | Рекорди пре почетка Европског првенства 2011. | Рекорди пре почетка Европског првенства 2011. | Рекорди пре почетка Европског првенства 2011. | Рекорди пре почетка Европског првенства 2011. | Рекорди пре почетка Европског првенства 2011. |
| Рекорди                                       | Атлетичарка                                   | Земља                                         | Време                                         | Место                                         | Датум                                         |
| --------------------------------------------- | --------------------------------------------- | --------------------------------------------- | --------------------------------------------- | --------------------------------------------- | --------------------------------------------- |
| Европски рекорд У-20                          | Зола Бад                                      | Велика Британија                              | 3:59,96                                       | Брисел, Белгија                               | 30. август 1985.                              |
| Рекорди европских првенстава У-20             | Ингер Кнутсон                                 | Шведска                                       | 4:07,47                                       | Дуизбург, Западна Немачка                     | 26. август 1973.                              |
| Најбољи европски резултат сезоне У-20         | Џесика Џад                                    | Велика Британија                              | 4:14,21                                       | Манчестер, Уједињено Краљевство               | 28. мај 2011.                                 |

## Сатница
| Датум   | Време | Коло   |
| ------- | ----- | ------ |
| 24. јул | 17:05 | Финале |

## Резултати

### Финале
Финале је одржано 24. јула 2011. године у 17:05.,,
| Место | Атлетичарка        | Земља       | ЛР      | ЛРС     | Резултат | Белешка |
| ----- | ------------------ | ----------- | ------- | ------- | -------- | ------- |
|       | Амела Терзић       | Србија      | 4:13,46 |         | 4:15,40  | ЛРС     |
|       | Ciara Mageean      | Ирска       |         |         | 4:16,82  |         |
|       | Јоана Доага        | Румунија    | 4:15,48 | 4:15,48 | 4:20,73  |         |
| 4.    | Лиса Јесерт        | Немачка     | 4:19,06 | 4:19,06 | 4:22,78  |         |
| 5.    | Зеноби Вангансбеке | Белгија     | 4:17,90 | 4:21,12 | 4:24,21  |         |
| 6.    | Регина Неумајер    | Немачка     | 4:23,60 | 4:23,60 | 4:24,75  |         |
| 7.    | Лиза Олеш          | Немачка     | 4:19,44 | 4:19,44 | 4:25,43  |         |
| 8.    | Сузана Годињо      | Португалија |         |         | 9:56,73  |         |
| 9.    | Теа Крокан Муруд   | Норвешка    | 9:45,90 | 9:45,90 | 10:04,41 |         |
| 10.   | Паулина Фурманска  | Пољска      |         |         | 10:06,95 | ЛР      |
| 11.   | Луминита Аким      | Румунија    | 9:47,72 | 9:47,72 | 10:08,70 |         |
| 12.   | Викторија Чапилина | Украјина    | 9:46,74 | 9:46,74 | 10:19,52 |         |
| 13.   | Ана Солдатова      | Русија      |         |         | 10:55,61 |         |